# أتسوشي ساتو
أتسوشي ساتو (باليابانية: 佐藤敦之؛ بالكانا: さとう あつし) هو عداء مراثوني ياباني، ولد في 8 مايو 1978 في أيزواكاماتسو في اليابان.

## وصلات خارجية
- أتسوشي ساتو على موقع الاتحاد الدولي لألعاب القوى (الإنجليزية)
- أتسوشي ساتو على موقع اللجنة الأولمبية الدولية (الإنجليزية)
- أتسوشي ساتو على موقع أوليمبيديا (الإنجليزية)